# Dromiciops bozinovici
Dromiciops bozinovici és una espècie de marsupial de la família dels microbiotèrids. Viu a les regions xilenes del Bío-Bío i l'Araucania, així com les parts adjacents de la província argentina del Neuquén. L'holotip tenia una llargada total de 170 mm, la cua de 86 mm, els peus de 17 mm, les orelles de 16 mm i un pes de 10 g. L'espècie fou anomenada en honor del fisiòleg evolutiu xilè Francisco «Pancho» Bozinovic. Com que fou descoberta fa poc, encara no se n'ha avaluat l'estat de conservació.